# Simona Podesvová
Simona Podesvová, née le 15 octobre 1983 à Ostrava (République tchèque), est une joueuse de basket-ball tchèque. 

## Biographie
En 2013-2014, elle évolue en Suède avec la formation de Visby en première division pour 14,7 points (45,3% aux tirs), 11,6 rebonds et 1,5 passe décisive avant de rejoindre Reims Basket Féminin à l'été 2014 .
Après une excellente saison 2011 en Eurocoupe avec Ruzomberok (18 points et 11,9 rebonds), elle est sélectionnée en équipe nationale slovaque pour le championnat d'Europe 2011 (2,5 points de moyenne).

## Clubs
- 2003-2004 :  USK Blex
- 2004-2005 :  USK Prague
- 2006-2007 :  BK Trutnov
- 2007-2011 :  MBK Ružomberok
- 2011-2013 :  UNB Obenasa Navarra
- 2013-2014 :  Visby
- 2014-2015 :  Reims Basket Féminin
- 2015-2016 :  AB Chartres